# Amt Haslach

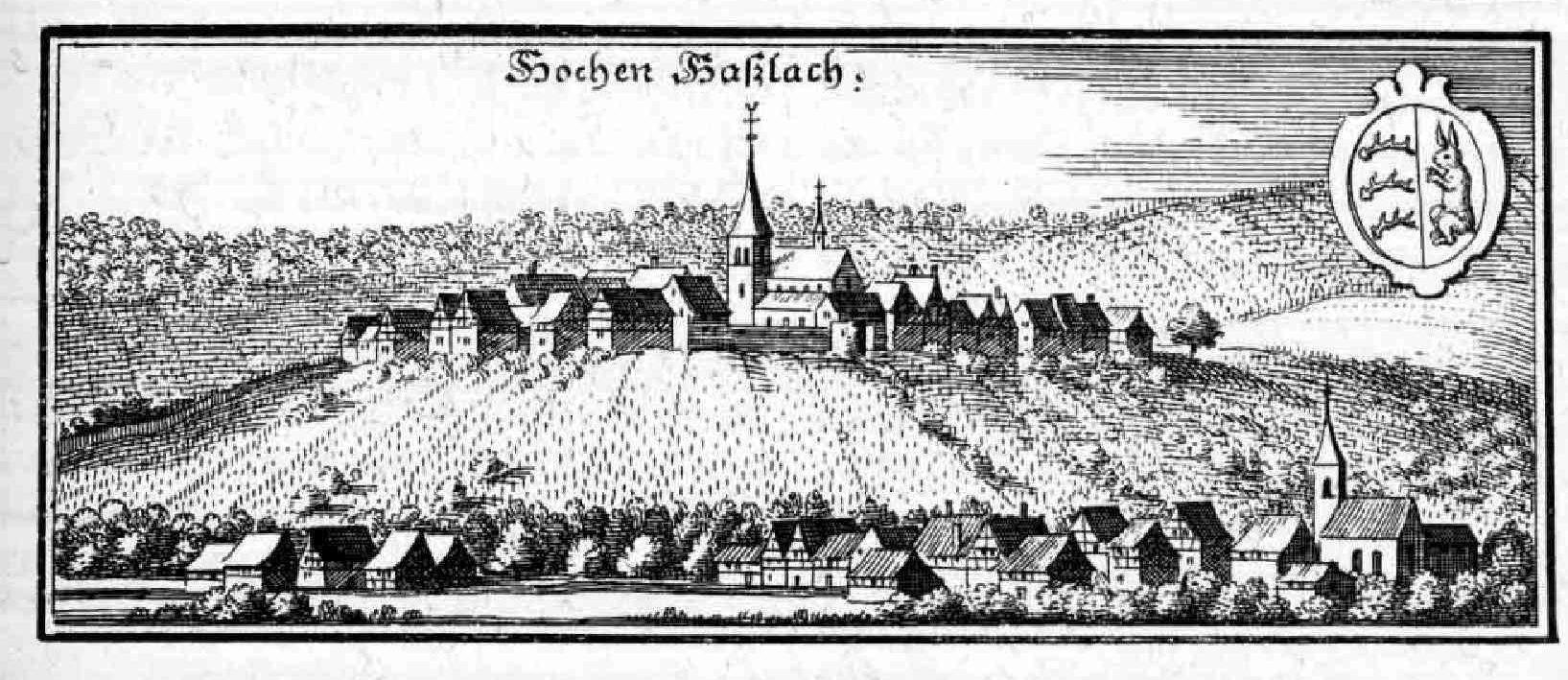
Haslach im Kinzigtal, Stich von Matthäus Merian Mitte des 17. Jahrhunderts

Das Amt Haslach war in napoleonischer Zeit eine Verwaltungseinheit im Süden des Großherzogtums Baden. Es bestand von 1807 bis 1813.

## Geschichte

### Historischer Hintergrund
Die im mittleren Schwarzwald beiderseits der Kinzig im hohen Mittelalter unter den Zähringern entstandene Herrschaft Haslach war nach deren Aussterben durch unterschiedliche Hände gegangen. Letztlich kam sie 1392, erneut und nun dauerhaft, in die Hände des Hauses Fürstenberg. Unter dem Dach des Fürstentums Fürstenberg entstand schließlich das einem Obervogt unterstehende Obervogteiamt Haslach.

### In badischer Zeit
Mit der Rheinbundakte von 1806 wurde das Haus Fürstenberg mediatisiert, ihr Fürstentum zum größten Teil der badischen Landeshoheit unterstellt. Dessen Regierung errichtete daher im Sommer 1807 das standesherrliche Amt Haslach, das sich, wie bereits zuvor, neben der namensgebenden Stadt, aus den Orten Mühlenbach, Weiler (gemeint ist Fischerbach), Steinach und Welschstein zusammensetzte. Im Rahmen der Verwaltungsstruktur des Landes wurde es der Provinz des Oberrheins, auch Badische Landgrafschaft genannt, zugeordnet.
Im Dezember 1807 wurde das Amt Haslach dem landesherrlichen Obervogteiamt Triberg unterstellt. In Umsetzung des Novemberedikts von 1809 wurde diese Konstellation Anfang 1810 aufgehoben, das Amt Haslach dem neu errichteten Kinzigkreis zugewiesen. Ende 1810 wurde es zum Donaukreis umgegliedert.
Nachdem die Aufhebung der Patrimonialgerichtsbarkeit 1813 eine einheitliche Zuständigkeit der Ämter ermöglicht hatte, entstand aus dem standesherrlichen Amt Haslach, unter Rückkehr zum Kinzigkreis und Erweiterung um eine Ortschaft, das landesherrliche Bezirksamt Haslach.

## Weitere Entwicklung
Das Bezirksamt Haslach hatte Bestand bis 1857, dann wurde es dem Bezirksamt Wolfach eingegliedert. 1939 in den Landkreis Wolfach umgewandelt, wurde er Anfang 1973 aufgelöst. Dabei kam das Gebiet des ursprünglichen Amtes Haslach zum Ortenaukreis.